# アサイー
アサイー（アサイ、アサイヤシ、和名：ニボンモドキ、ワカバキャベツヤシ、学名：Euterpe oleracea、ポルトガル語: açaí（ 発音））は、ブラジルのアマゾンが原産のヤシ科の植物である。
カタカナ転写の長音の有無で、アサイー、アサイなどのゆらぎがあるが本稿では固有名称、発言の引用以外は「アサイー」に統一する。

## 特徴
雌雄同株。木の高さは30メートル以上にもなる。一つの木に3から4房の果実をつける。
アサイーベリー（açaí berry）などと表記される場合もあるが、植物学的にはブルーベリーやその他ベリーとは近縁ではない。アサイーはヤシ科の1種であり、そのため英語では植物そのものをアサイー・パーム（açaí palm）、果実をアサイーと表記するが、エウテルペ属の他種のヤシもアサイー・パームと呼称することがある。ブラジルでは、植物をアサイゼイロ（açaizeiro）、その果実をアサイー（açaí） と呼称する。

## 果実
果実は未成熟のものは緑色であるが、成熟すると紫色に変化する。外見はブルーベリーに似ているが、1粒の体積比では種が95%を占め、可食部は5%しかない。単体では無味に近いため、他のフルーツなどと混ぜ合わせる方法が一般的である。

### 栄養価

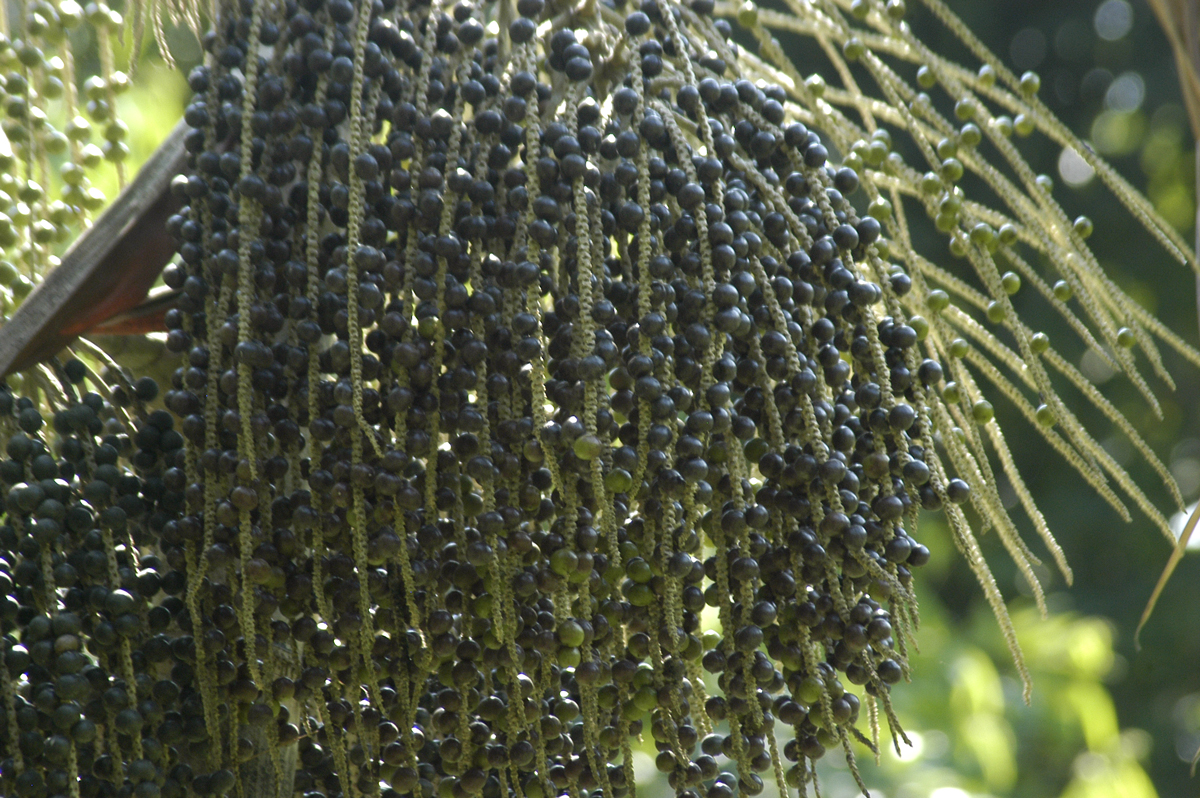
アサイーの果実

アサイーの実は非常に栄養価が高い。アサイーの果実100g中に含まれるポリフェノールは約4.5gで、ココアの約4.5倍、ブルーベリーの約18倍ともいわれている。他にも、鉄分はレバーの3倍で、食物繊維、カルシウムなども豊富である。

### 利用法

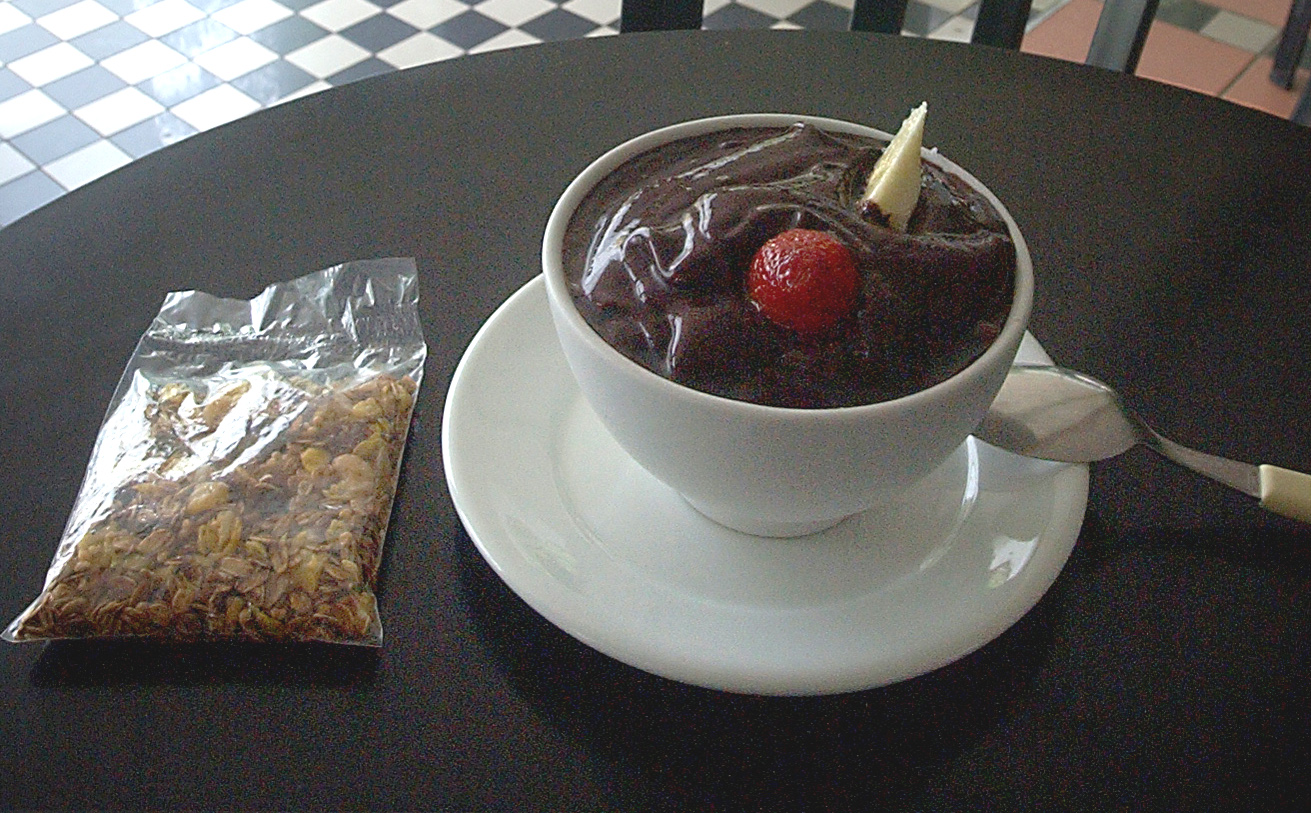
アサイーのピュレとグラノーラ

成長点（ハート・オブ・パーム）を収穫し、野菜としてサラダなどに利用する。ジュース状にし、そのまま飲むか、牛乳やヨーグルト等の乳製品、バナナやイチゴあるいはそれらの果汁などと混ぜて飲むことが多い。これは、アサイー自体には味がほとんどないためである。スムージーにして飲むこともあり、ボウルにアサイーのスムージーを入れ、バナナやクラッカーなどと一緒に供されアサイーボウルと呼ばれる。新芽の芯は、Heart of palm、パルミット（palmito）と呼ばれ野菜として利用される。
注意点としては、未処理のアサイージュースを飲むことは、サシガメ類昆虫によるシャーガス病（アメリカトリパノソーマ症）と関連がある。また、アサイーの摂取によってMRIの検査結果に影響が出る可能性がある。

### 流通・転用商品など
ブラジルでは、アサイーはアマゾンに多く自生しているが、パラー州のトメアスーでは、アグロフォレストリーにより栽培されたアサイーの実をすりつぶしてペースト状にしてパックした製品（パルプ）や、果実のまま冷凍され袋詰めされた製品などが同州の州都ベレンの市場へ出荷されている。またトメアスーは日系移民が多く住む街として知られるが、ここでは日系人による農協組織CAMTA（トメアスー総合農業共同組合）によるアサイーの実が収穫され、これをパルプに加工したものがブラジル全土に多く流通している。
なお、全国各地のブラジル食材店などでは、CAMTA以外の冷凍果実を袋詰めしたアサイーも独自ルートにより輸入されており、比較的容易に入手できる。またアサイーにガラナを加えたパルプなども販売されている。

#### 詐欺
2000年代初頭、多くの企業がアサイー製品をオンラインで販売していたが、その広告には偽造された証言や製品が含まれていた。
2003年、アメリカの著名な医師ニコラス・ペリコンがアサイーベリーをスーパーフードとして紹介したが、「肥満から注意欠陥障害まであらゆる病気に効く」といった奇跡的な効能の主張は、その後の研究で疑問視された。
2009年には、アサイー関連の詐欺がアメリカ連邦取引委員会（FTC）の「詐欺とぼったくり」リストで第1位となった。FTCは2012年、減量を促進し大腸がんを予防するといった虚偽の広告でアサイーベリーサプリメントを販売した5社に対し、総額8000万ドルの罰金を科した。その中の1社であるCentral Coast Nutraceuticalsは、150万ドルの和解金を支払うよう命じられた。

### 栄養補助食品
アメリカでは減量やアンチエイジング用途で市販されているが、効果は実証されていない。
2008年の時点で、アサイー製品はアメリカ食品医薬品局（FDA）による評価を受けておらず、その効果には疑問があるとされている。
2009年の時点で、アサイーの摂取が体重に影響を与える、減量を促進する、あるいは健康に良い効果があるという科学的証拠は存在しない。

## 画像解説

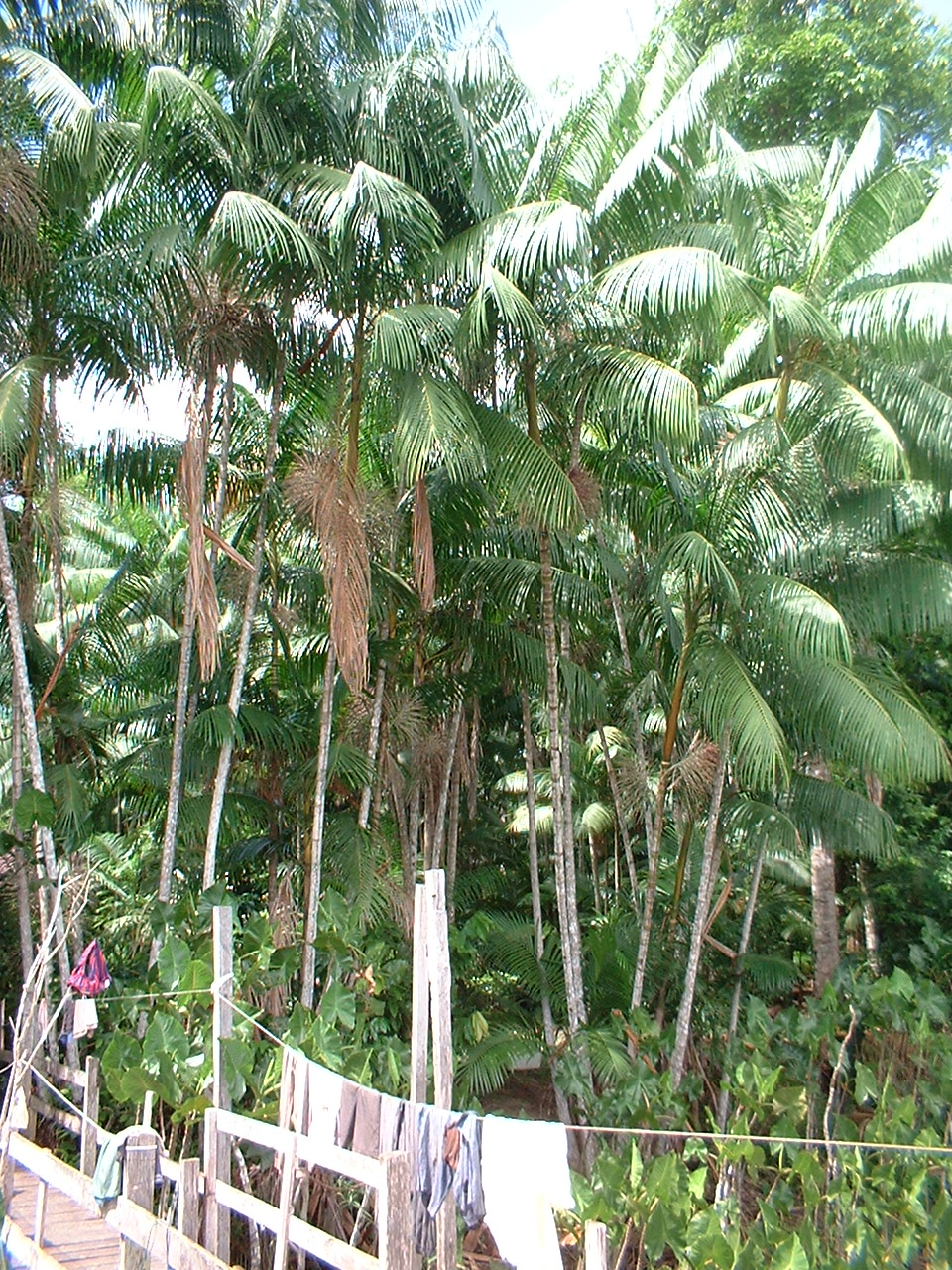
アサイーの林
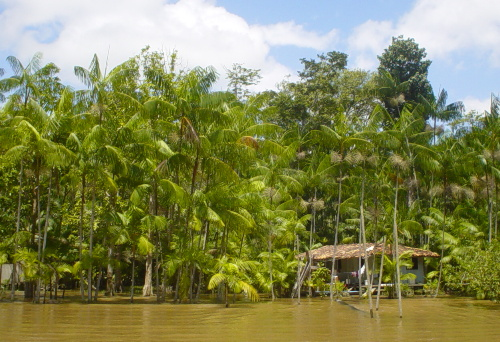
アサイーの林
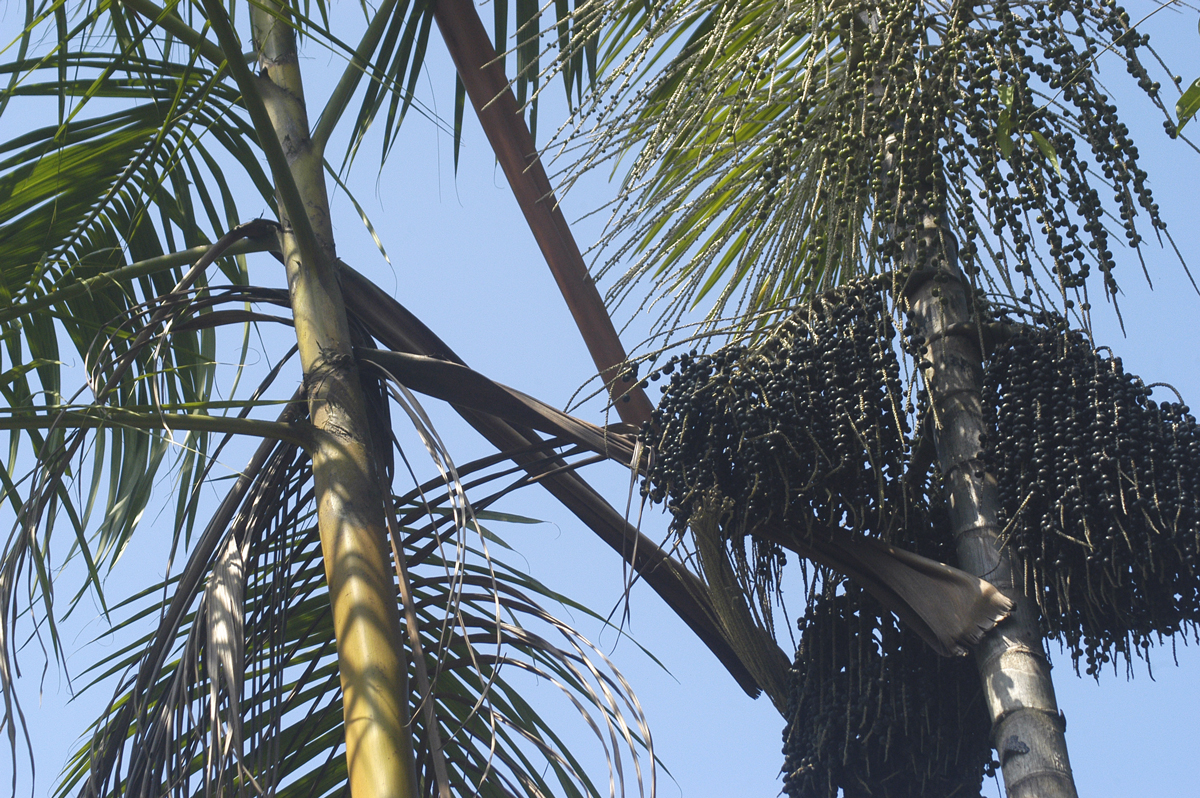
果実と幹
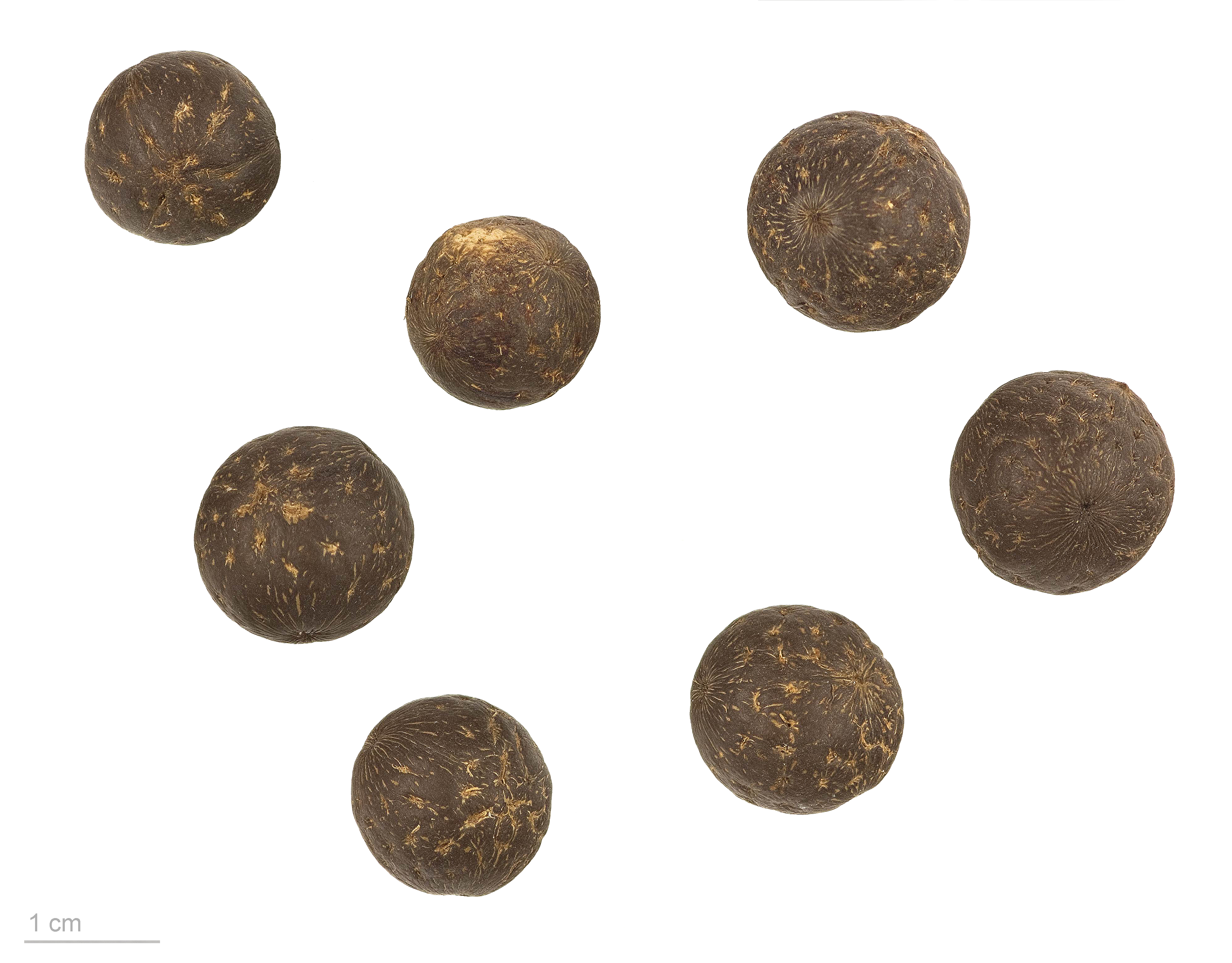
アサイー Euterpe oleracea - トゥールーズ博物館の標本
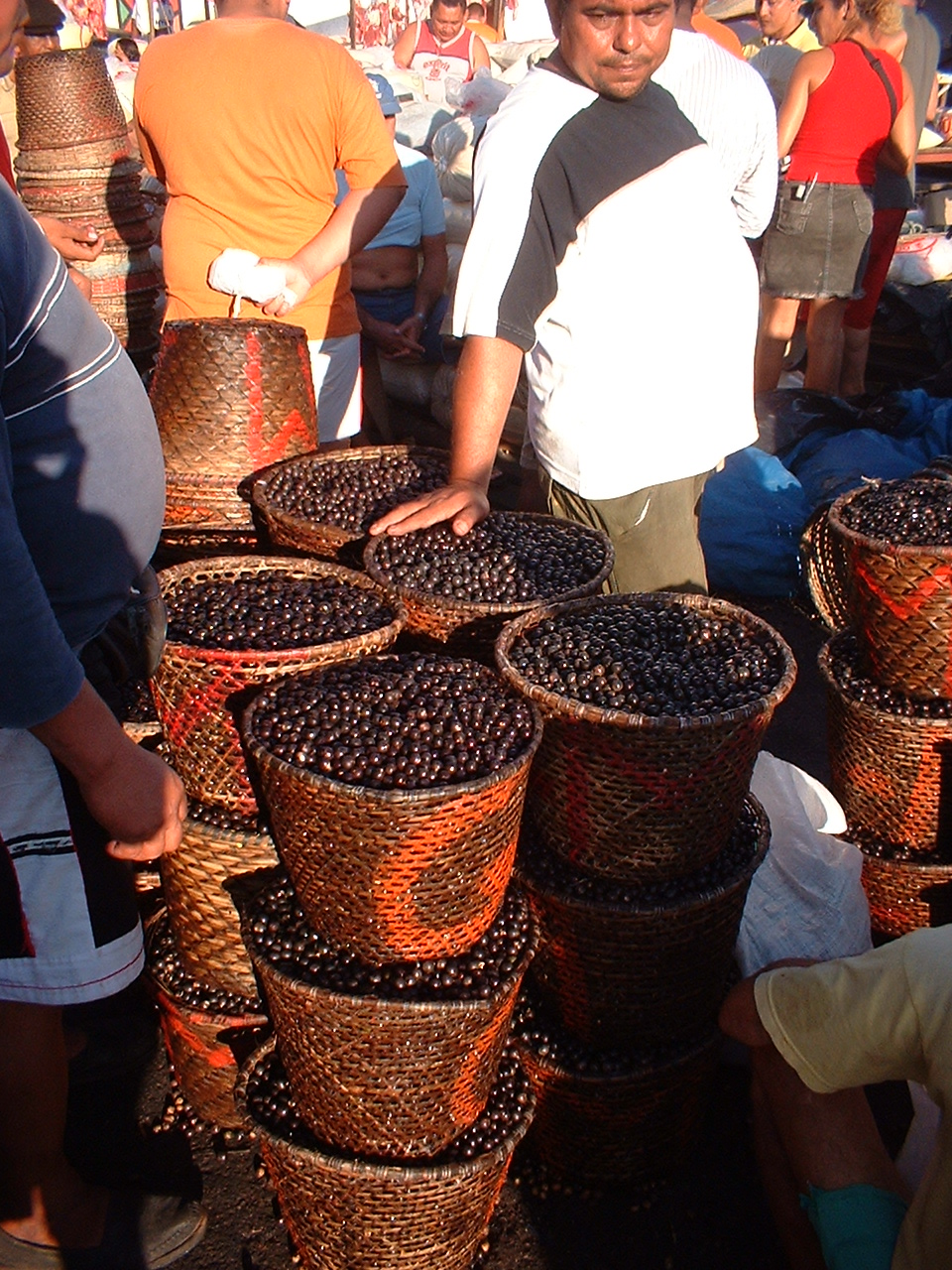
ベレンの市場で売られる果実（ブラジル、パラー州）
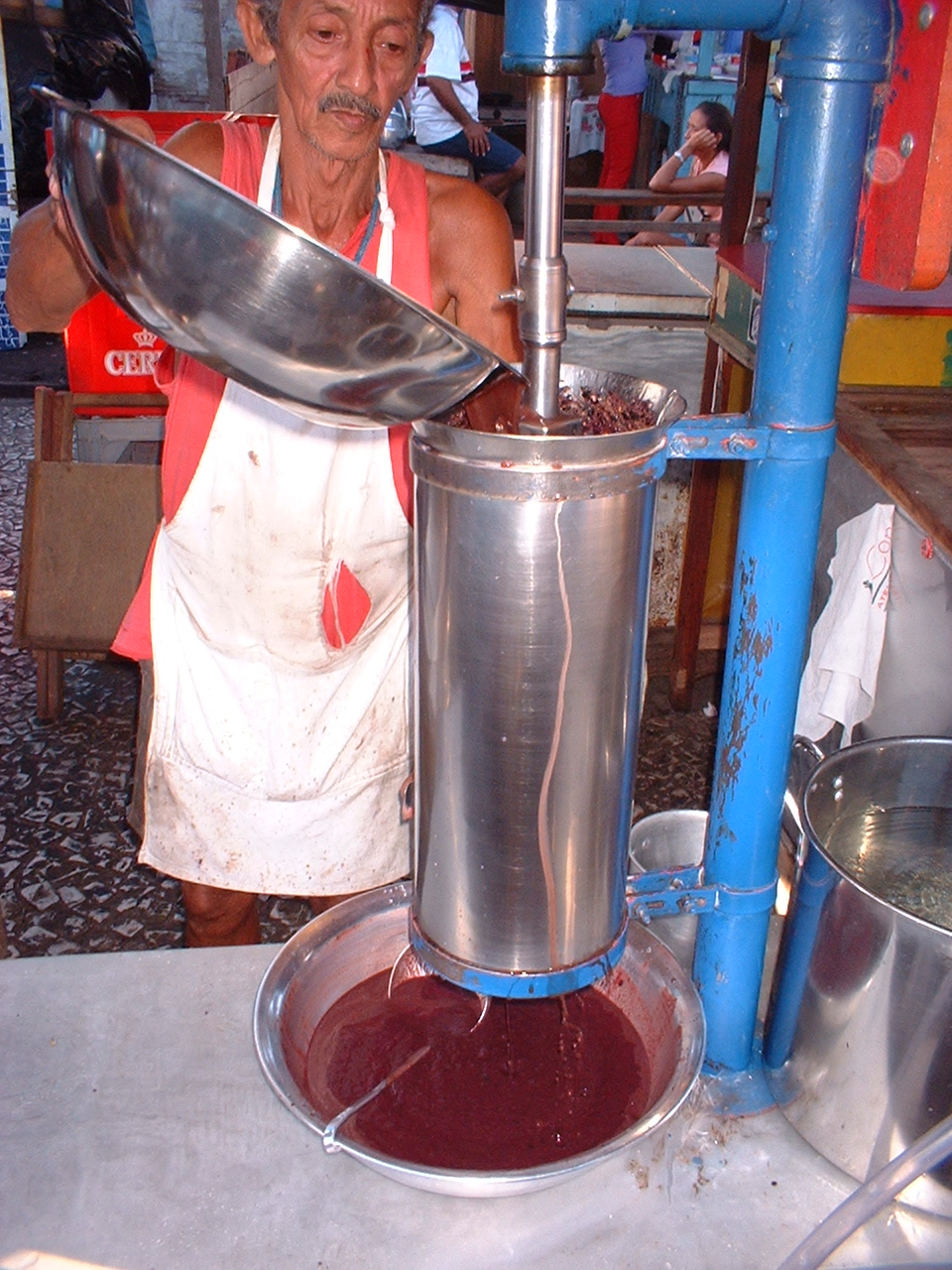
アサイー果汁を絞る
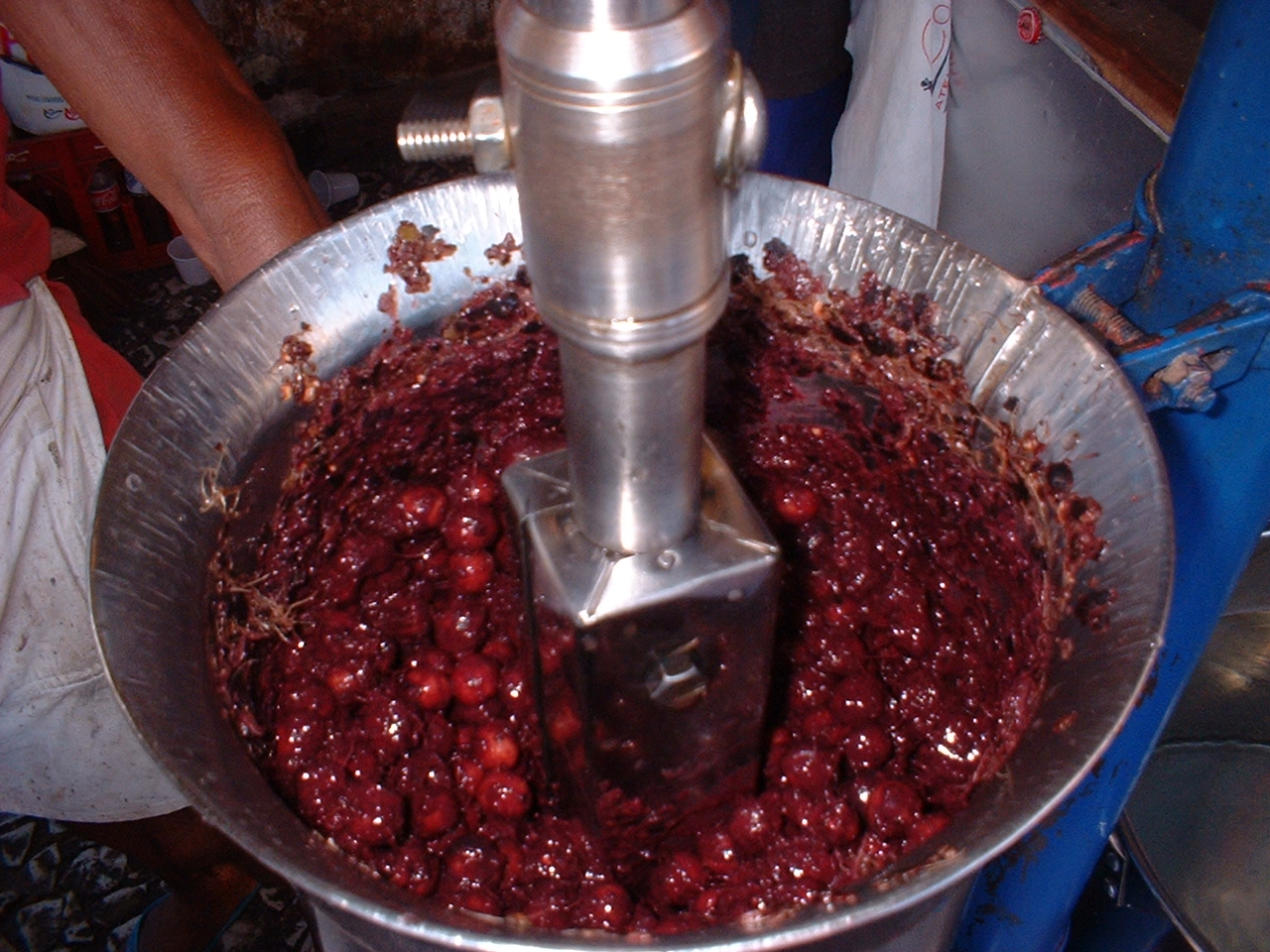
アサイーのジューサー

## 備考
日本では2003年に株式会社フルッタフルッタが「アサイー」を紹介したことで認知された。
横浜F・マリノスのDF中澤佑二が、普段より貧血気味だったため、練習後の疲労回復の為にアサイーを愛飲するようになったことで改善された、と各種メディアで語り、これが一般的に認知されるきっかけになった。
ブラジル音楽のミュージシャン、ジャヴァン作詞作曲の「Açaí」（1983年発表アルバム『LUZ』に収録）はこの植物がテーマで、多くのミュージシャンによりカヴァーされている。